# Lista de episódios de Naruto Shippuden (1.ª temporada)
Esta é uma lista de episódios da primeira temporada de Naruto Shippuden. Foi exibida entre 15 de fevereiro e 27 de setembro de 2007, compreendendo do episódio 1 ao 30. 
| # | Título                                                                      | Estreia   |
| --- | --------------------------------------------------------------------------- | --------- |
| 1 | "Voltando para Casa" "帰郷"                                                 | 15/2/2007 |
| Konohamaru e sua equipe conseguem resgatar um gato que tinha fugido, e Konohamaru diz que ele vai ser o Sétimo Hokage. Após dois anos e meio, Naruto Uzumaki retorna a Vila Oculta da Folha com seu mestre Jiraya. Eles reencontram Sakura Haruno e o esquadrão Konohamaru. Konohamaru diz que evoluiu no jutsu Sexy, mas Naruto diz que não gosta mais de brincar com o jutsu sexy e Sakura pensa que ele amadureceu. Naruto diz que esse jutsu é pra arrebentar fazendo Sakura da um soco nele. Todos vão até a sala da Quinto Hokage Tsunade Senju. Jiraya diz que o temperamento de Sakura é semelhante da de Tsunade. Tsunade, Shizune e sua porquinha ficam feliz em reencontrar Naruto e diz que ele terá que passar por um novo desafio. |                                                                             |           |
| 2 | "Os Akatsuki Entram em Ação" "暁、始動"                                     | 15/2/2007 |
| Tsunade diz que tem uma missão para eles fazerem, mas antes, terão que passar pelo desafio de Kakashi. Naruto fica feliz em reencontrar Kakashi e lhe da um presente: O novo livro de Jiraya, que é a continuação do Paraiso do Flerte. Kakashi fica obcecado no novo livro e espera os dois Gennins para o treinamento dos guizos, fazendo eles ficarem feliz. Naruto e Sakura vão ao local onde ia ter o treinamento. Kakashi diz que será tudo igual, só quem estava faltando era Sasuke. Os dois começam a ficar deprimido, mas logo eles se recompoem e dizem que estão preparados para o desafio. Ali perto, Tsunade, Shizune e Jiraya estavam escondidos para assistirem a luta. Dois membros de uma organização chegam ao pais da Areias, eleminandos os soldados. Deidara e Sasori entrão na Vila Oculta da Areia mas Deidara diz que irá destruir a aldeia pelo ar e faz um passaro de papel. Gaara, o atual Kazegake, sente a presença da Akatsuki. |                                                                             |           |
| 3 | "Os Resultados do Treinamento" "修行の成果"                                 | 22/2/2007 |
| Kakashi diz que o treino é simples: terão que pegar os guizos. Naruto avança pra cima de Kakashi, que faz ele atirar kunais, mas Naruto desvia com seu Kage Bushin, mas fica preso por Kakashi e diz que ele ainda não tinha dito "Start". Kakashi diz que Naruto e Sakura tem até o amanhecer para pegar os guisos e ele diz "start", logo em seguida ele desaparece. Tsunade, Shizune e Jiraya ficam observando o que eles irão fazer. Na Vila Oculta da Areia, Deidara mata cinco ninjas que vigiavam o céu e logo depois vai atrás de Gaara, mas o Kazegake ja estava a sua espera e Deidara o desafia para lutar. Sakura e Naruto procuram Kakashi até o entardecer, até que Sakura da um forte soco no chão, fazendo ele quebrar e enconrar o Jounin. Ambos partem pra cima de kakashi, que fica desviando por pouco, quando é quase acertado pelo Jutsu Mil Anos de Dor. Kakashi releembra que antes era muito fácil lutar contra ele e diz que eles ficaram realmente fortes. Naruto e Sakura ficam no treinamento até a noite. |                                                                             |           |
| 4 | "O Jinchuriki da Areia" "砂の人柱力"                                        | 1/3/2007  |
| Ainda a noite, Naruto e Sakura ainda estão no desafio de Kakashi. Gaara usa sua areia para deter Deidara, porém o mesmo fica desviando e admite que o quase pegou. Gaara vai até o ar com sua areia para lutar de igual a igual com Deidara. Alguns Jounins da areia chamam Kankuro pra ver o que está acontecendo no céu e vê seu irmão no céu com Deidara. Gaara continua atacando Deidara com sua areia e o mesmo fica desviando e a ataca uma vez, mas ai ele descobre que a areia também protege o Kazekage. Naruto diz a Sakura que sabe como pegar os guisos de Kakashi e eles botam o plano em ação. O Gennin e a Chunnin atacam Kakashi com uma Kunai, é quando Kakashi estranha o que os dois estão fazendo, ai Naruto diz o final do livro que Kakashi estava lendo, o Paraiso do Flerte. Kakashi fica com os olhos fechados e os ouvidos tampados, mas ele houve um brulho familiar: eram os guisos que estavam com Naruto e Sakura. Naruto diz que sabia que ia ficar em choque se contasse sobre o livro e aproveitou que ele tinha baixado a gurarda para fazer o movimento e Kakashi parabeniza os dois, dizendo que eles estavam mais forte. Gaara continua lutando contra Deidara. |                                                                             |           |
| 5 | "Kazekage se Mantém no Alto" "風影として…！"                                | 15/3/2007 |
| A luta entre Gaara e Deidara continua, e Deidara tem um braço quebrado. |                                                                             |           |
| 6 | "Missão Cumprida" "ノルマクリアー"                                          | 29/3/2007 |
| Gaara é levado por Deidara e Sasori para o esconderijo da Akatsuki. |                                                                             |           |
| 7 | "Corra, Kankuroǃ" "疾走れカンクロウ"                                        | 29/3/2007 |
| Kankuro e Sasori começam a lutar, pois Kankuro tenta sem sucesso resgatar Gaara. |                                                                             |           |
| 8 | "A Equipe Kakashi se Mobiliza" "出撃、カカシ班"                             | 12/4/2007 |
| Kankuro é derrotado por Sasori, e a equipe Kakashi se dirige até a Aldeia da Areia para resgatar Gaara. |                                                                             |           |
| 9 | "As Lágrimas do Jinchuriki" "人柱力の涙"                                    | 12/4/2007 |
| Temari informa ao time 7 sobre a atual situação da Vila da Areia. |                                                                             |           |
| 10 | "Jutsu de Selamento: Nove Dragões Fantasmas" "封印術・幻龍九封尽"           | 19/4/2007 |
| A extração do Shukaku começa, e o time 7 começa a ir atrás da Akatsuki. |                                                                             |           |
| 11 | "A Aprendiz de Médica Ninja" "医療忍者の弟子"                               | 26/4/2007 |
| O time 7 chega á vila da areia, e Kankuro é curado do veneno posto por Sasori. |                                                                             |           |
| 12 | "A Determinação da Vovó Aposentada" "隠居ババアの決意"                      | 3/5/2007  |
| A equipe Gai vai até a Vila da Areia para reforçar o time 7, e o líder da Akatsuki manda Itachi e Kisame pararem as equipes Gai e Kakashi. |                                                                             |           |
| 13 | "Um Encontro com o Destino" "因縁あいまみえる"                              | 10/5/2007 |
| Kisame se encontra com a equipe Gai, e Itachi com o time Kakashi e com Chiyo. A luta entre eles começa. |                                                                             |           |
| 14 | "O Crescimento de Naruto" "ナルトの成長"                                    | 17/5/2007 |
| A luta entre Itachi e Kisame contra as equipes Gai e Kakashi continua, Itachi usa o Genjutsu em Naruto que lembra seu treinamento, para barrar um genjutsu. |                                                                             |           |
| 15 | "A Esfera Secreta se Chama..." "隠し玉 名付けて…！"                         | 24/5/2007 |
| Naruto é pego pelo Genjutsu de Itachi. Guy continua a luta contra Kisame e seus alunos ajudam. Gai da um chute fortissimo em Kisame e o derrota. Naruto sente Sakura, Kakashi, Sasuke e Gaara em suas partes do corpo falando com ele, dizendo que ele não presta. Naruto diz que isso é obra do Genjutsu de Itachi e lembra do que seu mestre disse: "S você for pego pelo genjutsu, a melhor opção é desistir ou pedir para seus amigos passarem os chakras deles pra você. Naruto implora para que Sakura, Kakashi e Chiyo tocarem nele. Naruto volta ao normal quando é tocado por Sakura e Chiyo e vê Kakashi lutando contra Itachi. Kakashi pede para Naruto atacar o inimigo, mas Itachi joga Naruto pra longe e Sakura e Chiyo vão até ele. Kakashi fica conversando com Itachi para distrai-lo, dai ele pede pra Naruto atacar e o Gennin mostra pela primeira vez seu novo jutsu: o Oodama Rasengan. Naruto lembra que treinou com Jiraya para melhorar o Rasenga. Naruto aplica seu rasengan renovado em Itachi,que é jogado pra longe. Um outro rosto aparece no corpo de Itachi e Chiyo diz que aquele rapaz é da sua aldeia.                                                           |                                                                             |           |
| 16 | "O Segredo do Jinchuriki" "人柱力の秘密"                                    | 31/5/2007 |
| As euipes Gai e Kakashi partem atrás da Akatsuki, a tempo de salvar Gaara. |                                                                             |           |
| 17 | "A Morte do Gaara" "我愛羅死す！"                                           | 7/6/2007  |
| O selamento do Shukaku termina, e as equipes Gai e Kakashi se encontram na frente do esconderijo da Akatsuki, que está selado. |                                                                             |           |
| 18 | "Postura Táticaː Operação Entrada em Gancho" "突入！ボタンフックエントリー" | 21/6/2007 |
| Na tentativa de abrir a porta do esconderijo, a equipe Gai tem agora que enfrentar clones seus criados pela retirada dos selos. A equipe Kakashi entra no esconderijo, e encontram lá Gaara, morto, Deidara e Sasori. |                                                                             |           |
| 19 | "Armadilhas Ativadas! Os Inimigos da Equipe Guy" "罠作動！ガイ班の敵"       | 5/7/2007  |
| A equipe Gai começa a enfrentar os seus clones. |                                                                             |           |
| 20 | "Hiruko Contra Duas Kunoichis" "ヒルコVS二人の女忍者"                       | 19/7/2007 |
| Sakura e Chiyo começam a lutar contra Sasori (Hiruko) Chiyo conhece o funcionamento da marionete, porem a marionete sofreu varias modificaçoes, entao Chiyo cria uma estratergia com Sakura. |                                                                             |           |
| 21 | "O Verdadeiro rosto de Sasori" "サソリの素顔"                               | 26/7/2007 |
| Sakura e Chiyo conseguem destruir Hiruko, e deste si o verdadeiro Sasori, Sasori descobre a manipulaçao de Chiyo em Sakura e mostra sua marionete o terceiro Kazekage. |                                                                             |           |
| 22 | "As Habilidades Secretas de Chiyo" "チヨの奥の手"                           | 2/8/2007  |
| Naruto e Kakashi perseguem Deidara, que sai carregando o corpo de Gaara, para tentar capturar Naruto. Sakura desmaia e agora Chiyo luta sozinha contra Sasori. A equipe Gai continua enfrentando os seus clones. |                                                                             |           |
| 23 | "Pai e Mãe" "『父』と『母』"                                                | 2/8/2007  |
| Sasori mostra a sua técnica secreta: Satetsu (Areia de Ferro). Ele e Chiyo continuam lutando. |                                                                             |           |
| 24 | "O Terceiro Kazekage" "三代目風影"                                          | 9/8/2007  |
| Sasori usa o terceiro kazekage como marionete, e usa sua tecnica lei da limanha de aço e atinge Sakura com seu veneno. |                                                                             |           |
| 25 | "Três Minutos Entre a Vida e a Morte" "生と死の三分間"                      | 16/8/2007 |
| Sakura usa um de seus antídotos para o veneno de Sasori, e Sasori revela a razão por ainda ser jovem: ele mesmo se transformou em uma marionete. |                                                                             |           |
| 26 | "Luta Entre MarionetesːDez Contra Cem" "十機vs百機"                         | 23/8/2007 |
| Sakura destrói Sasori, porém este se reconstrói. Sasori invoca milhares de marionetes para enfrentar Sakura e Chiyo. |                                                                             |           |
| 27 | "Um Sonho Impossível" "叶わぬ夢"                                            | 30/8/2007 |
| Sakura e Chiyo continuam lutando, e enquanto isso kakashi mostra pela primeira vez o seu Mangekyou Sharingan. |                                                                             |           |
| 28 | "As Feras Ressuscitadas" "蘇る獣たち"                                       | 13/9/2007 |
| A equipe Gai derrota os seus clones; Sakura e Chiyo matam Sasori, que diz que conhecia Orochimaru, e que iria encontrá-lo daqui a alguns dias no País da Grama. Naruto e Kakashi continuam perseguindo Deidara. |                                                                             |           |
| 29 | "Kakashi Iluminado" "カカシ開眼！"                                          | 27/9/2007 |
| Naruto e Kakashi lutam contra Deidara, e a equipe Gai, Sakura e Chiyo se dirigem até onde estão Naruto e Kakashi. Kakashi usa seu [{Mangekyou Sharingan}] |                                                                             |           |
| 30 | "A Estética de um Momento" "瞬間の美学"                                     | 27/9/2007 |
| Deidara é derrotado e se explode. Kakashi envia a explosão para outra dimensão com o seu Mangekyou Sharingan. |                                                                             |           |